# Noekriani
Noekriani (Georgisch:ნუკრიანი) is een dorp in het oosten van Georgië, gelegen in de gemeente Signagi van de regio Kacheti. Het dorp is gesitueerd in het Gomborigebergte en ligt op 800-1000 meter boven zeeniveau. Noekriani ligt direct naast het gemeentelijk centrum Signagi en honderd kilometer ten oosten van hoofdstad Tbilisi over de Kacheti Highway S5.

## Locatie
Noekriani ligt op de bergkam van het zuidelijke gedeelte van het Gomborigebergte, een rijk bebost middelgebergte dat in de omgeving van Noekriani tot ruim 1000 meter boven zeeniveau reikt. Het dorp ligt ten zuiden van het hoogste punt in de gemeente Signagi, de Tsjoporti van 1087 meter. Het dorp zelf laat zich omschrijven als een lintdorp dat zich over zeven kilometer uitstrekt langs de weg naar de toeristische trekpleister Signagi. Het oostelijke uiteinde van het dorp loopt over in Signagi.

## Geschiedenis

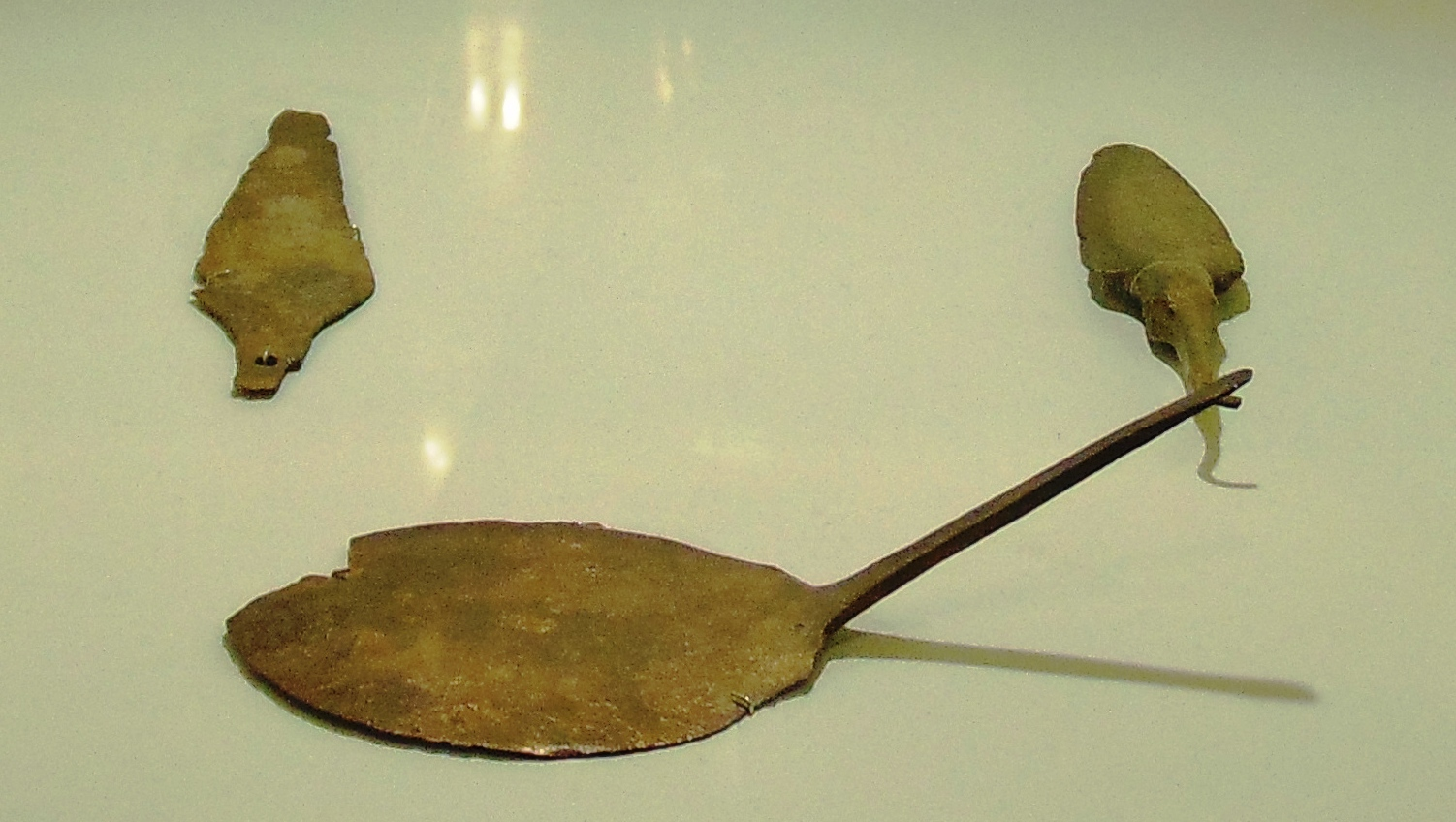
Voorwerp uit de bronstijd gevonden in Noekriani.

De vroegst bekende beschrijvingen van het dorp gaan terug naar de 18e eeuw, toen het door de Georgische 18e-eeuwse historicus, cartograaf en geograaf Vachoesjti Bagrationi beschreven werd in zijn standaardwerk Beschrijving van het Koninkrijk Georgië. Het dorp werd in die periode ook in andere standaardwerken beschreven.
Archeologische opgravingen in de 20e eeuw toonden menselijke bewoning in Noekriani en directe omgeving aan die teruggaat naar de bronstijd. Er werden nederzettingen en graftomben gevonden. Daarnaast werd er aardewerk, bronzen en stenen gereedschappen, zwaarden en accessoires gevonden. Een aantal van deze artefacten zijn tentoongesteld in het museum van Sighnagi, een dependance van het Nationaal Museum van Georgië.

### Moderne tijd
Door de ontwikkeling van Signagi als belangrijke marktplaats in het koninkrijk Kartli-Kachetië en het Russische Rijk en de daarmee gepaard gaande urbanisatie van Signagi, groeide het nabijgelegen Noekriani mee als buitenwijk van Signagi. In latere jaren werd het westelijker gelegen dorp Tsjotori aan Noekriani toegevoegd, wat er nu een geheel mee vormt. Hier vochten koning Simon I van Kartli en Alexander II van Kachetië in 1578 een slag uit, die Simon I won. Op deze plek staat een middeleeuwse defensieve toren.
Noekriani is het hoogstgelegen dorp in dit deel van het Gomborigebergte en heeft mede daarom sinds 2003 de status van hooglandnederzetting. Dit is een administratieve status, die de overheden in staat stelt bergdorpen vanwege hun vaak slechte sociaaleconomische en demografische vooruitzichten steunprogramma's te bieden. De status werd vanwege veranderde criteria in 2015 ingetrokken, maar werd een jaar later weer toegekend.

## Demografie
Volgens de volkstelling van 2014 had Noekriani 1.935 inwoners, een krimp van bijna een derde ten opzichte van 2002. Het dorp was op negen inwoners na mono-etnisch Georgisch.
| Jaar                                                    | 1923  | 2002  | 2014  |
| ------------------------------------------------------- | ----- | ----- | ----- |
| Aantal                                                  | 4.326 | 2.847 | 1.935 |
| Verantwoording data: 1923, volkstellingen 2002 en 2014. |       |       |       |

## Bezienswaardigheden

Defensieve toren bij entree van Noekriani.

Het dorp kent enkele bezienswaardigheden:
- Monument "Vrede" van de Georgische beeldhouwer Noegzar Mandzjaparasjvili uit de jaren 1970.[10] Het beeldhouwwerk staat op 100 meter ten zuiden van de hoofdweg door het dorp.
- Lavendelvelden. Noekriani is het enige dorp in Georgië waar lavendelvelden te vinden zijn.[11]
- Een replica van een defensieve toren langs de toegangsroute uit het westen.

## Vervoer

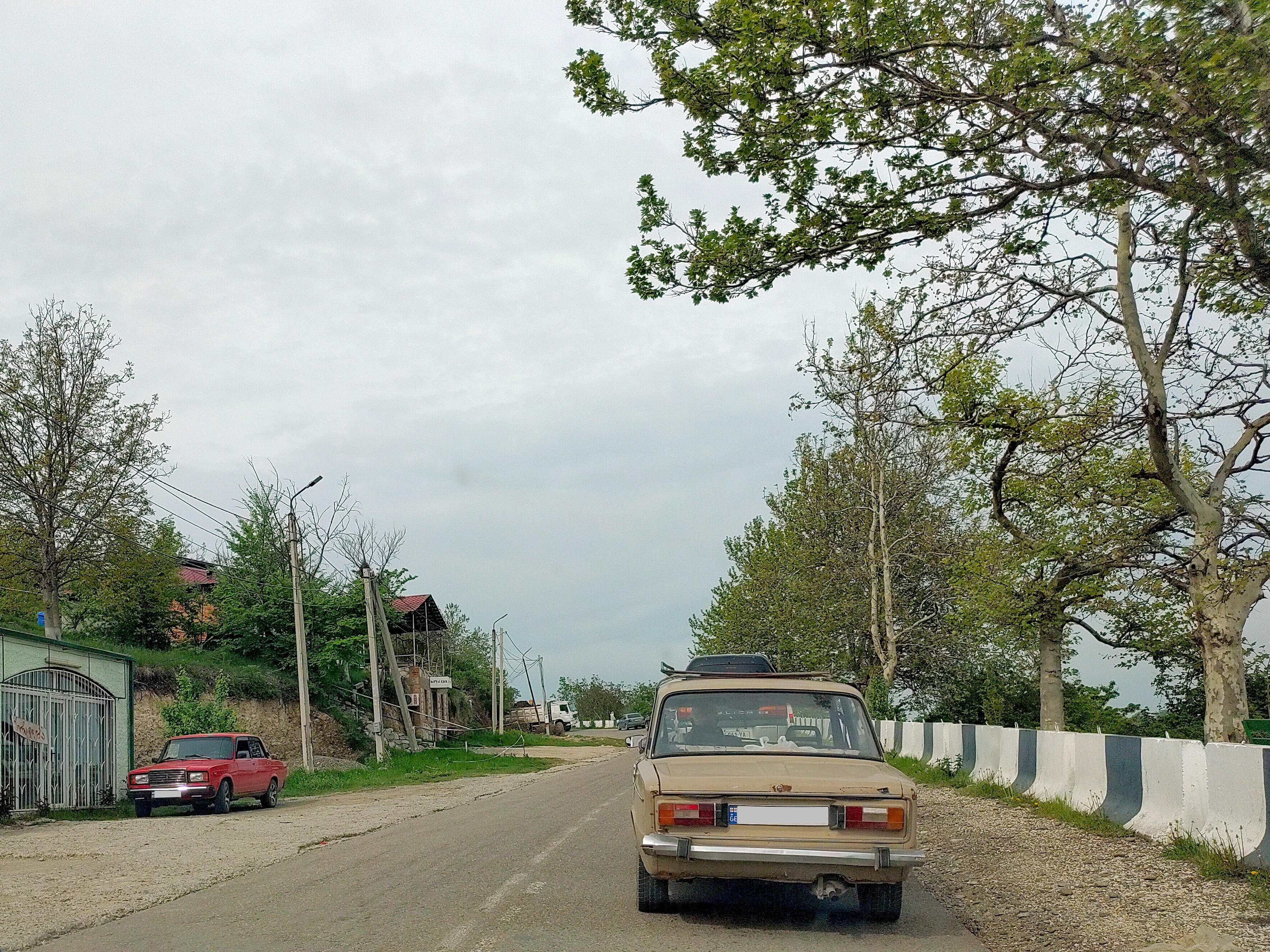
De Sh40 door het dorp naar Signagi.

Noekriani ligt aan de toegangsweg naar het toeristische Signagi, de nationale route Sh40 die vijf kilometer ten westen van Noekriani afzwaait van de Kacheti Highway S5 uit hoofdstad Tbilisi. Vanuit Noekriani zijn verscheidene omliggende dorpen bereikbaar.